# Літня пора (фільм, 1955)
«Літня пора» (англ. Summertime) — романтична комедійна драма 1955 року режисера Девіда Ліна з Кетрін Гепберн, Россано Брацці, Дарреном Макгевіном та Ізою Мірандою в головних ролях. Сценарій Лін написав у співавторстві з Е. П. Бейтсом за мотивами п'єси Артура Лоренца «Час зозулі».
Фільм було знято у Венеції в 1954 році на негативну плівку Eastmancolor з обробкою та відбитками Technicolor. Фільм «Літня пора» вийшов на екрани кінотеатрів компанії United Artists у США 21 червня 1955 року, а прем'єра у Великій Британії відбулася пізніше тієї ж осені під альтернативною назвою «Літнє божевілля».

## Сюжет

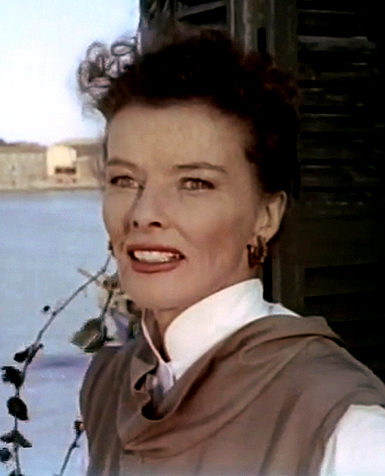
Кетрін Гепберн в ролі Джейн Гадсон

Джейн Гадсон — неодружена секретарка середнього віку з містечка Акрона, у штаті Огайо, яка сама себе називає «модною секретаркою». Під час літньої відпустки вона насолоджується мрією всього свого життя — поїздкою до Венеції, на яку вона відкладала гроші протягом кількох років. Дорогою до готелю на вапоретто вона знайомиться з двома американцями, Ллойдом та Едіт Макайленні. У готелі їх зустрічає синьйора Фьоріні, вдова, яка перетворила свій будинок на пансіонат. У готелі також зупинилися Едді Ягер, молодий американський художник, і його дружина Філ. Під час перебування Джейн у будинку до неї час від часу чіпляється Мауро, привітний італійський вуличний хлопчина.
У свій перший вечір у Венеції Джейн вирушає на площу Сан-Марко, де споглядання безлічі романтичних пар тільки посилює відчуття самотності. Вона сидить в кав'ярні під відкритим небом, де помічає самотнього італійця, який спостерігає за нею. В паніці вона швидко йде геть.
Наступного дня Джейн вирушає за покупками і бачить у вітрині антикварної крамниці червоний скляний келих. Увійшовши до крамниці, вона дізнається, що її власник, Ренато де Россі, той самий чоловік, від якого вона втекла напередодні ввечері. Він запевняє її, що кубок є справжнім артефактом 18-го століття, і вона купує його після того, як він вчить її мистецтву торгуватися. Сподіваючись побачити її знову, Ренато пропонує підшукати схожий келих. Наступного ранку Джейн повертається до крамниці з Мауро і з розчаруванням виявляє, що Ренато там немає. Джейн засмучується, коли вона випадково ступає назад у канал під час зйомок магазину де Россі. Вона благає Мауро відвезти її додому до пансіонату Фьоріні.
Того вечора де Россі приходить до неї в пансіонат і зізнається у своїй пристрасті до неї. Коли Джейн чинить опір його залицянням, він попереджає її, щоб вона не змарнувала шанс на щастя. Вона, здається, вже готова погодитися повечеряти з ним, коли Макайленни повертаються з шопінгу на Мурано, де вони придбали набір нових червоних келихів, схожих на той, що купила Джейн. Ренато розуміє, що Джейн тепер думає, ніби він її ошукав, але запевняє її, що такі ж келихи використовувалися у Венеції протягом століть, і наполягає на тому, що її келих справжній антикваріат. Гнів Джейн вщухає, а обіцянка Россіні на площі Сан-Марко переконує її прийняти запрошення.
Пара відвідує концерт на площі, освітленій місячним сяйвом, де оркестр грає увертюру до опери «Сорока-злодійка». Коли до них підходить продавець квітів, Ренато дивується, що Джейн обирає просту гарденію замість орхідеї. Пізніше, коли пара блукає вуличками Венеції, Джейн впускає гарденію в канал. Незважаючи на великі зусилля, Ренато не може її дістати. Коли вони повертаються до пансіонату, Ренато цілує Джейн, і вона пристрасно відповідає йому, прошепотівши: «Я кохаю тебе», перш ніж побігти до своєї кімнати. Наступного дня Джейн балує себе салонними процедурами та новим одягом в очікуванні їхнього побачення ввечері. Поки вона чекає на нього на площі, приходить «племінник» Ренато, Віто, і ненароком розповідає, що він насправді син Ренато. Приголомшена тим, що Ренато одружений і має кількох дітей, Джейн знаходить притулок у барі, де зустрічає Філ, яка зізнається, що її шлюб з Едді в небезпеці.
Повернувшись до пансіонату, Джейн дізнається, що у Едді роман із синьйорою Фьоріні, а Мауро виступає в ролі посередника. Вона в жаху каже: «Щось відбувається з цим містом вночі». Приїжджає Ренато і каже їй, що в Італії все по-іншому, а стосунки між синьйорою та Едді не її справа. Він зізнається, що одружений, але стверджує, що вони з дружиною розлучені, що він приховував, бо не хотів її відлякати. Він звинувачує її в незрілості та небажанні прийняти те, що вона може мати, замість того, щоб прагнути недосяжного. Джейн поступається. Їхнє побачення продовжується у нічному клубі під відкритим небом, де вони танцюють всю ніч. Згодом, під звуки феєрверків, Джейн і Ренато йдуть додому до Ренато, де їхнє побачення завершується.
Пара проводить кілька ідилічних днів острові Бурано. Джейн, не бажаючи залишатися у стосунках, які, як вона знає, приречені на нещасливий кінець, вирішує повернутися додому раніше. Ренато благає її залишитися, але Джейн наполягає на від'їзді, аргументуючи це тим, що з вечірки краще піти до її закінчення. Хоча Джейн просить Ренато не приходити на вокзал, вона сподівається, що він проігнорує її прохання. Пізніше, на пероні вокзалу, Мауро підбігає, щоб попрощатися, і пропонує Джейн безкоштовну дрібничку в подарунок. Коли потяг починає від'їжджати від станції, Джейн із захопленням бачить Ренато, який біжить по перону. Він намагається передати їй пакунок через вікно, але потяг рухається надто швидко. Він зупиняється, відкриває коробку і простягає їй свій подарунок: квітку гарденію.

## У ролях
- Кетрін Гепберн — Джейн Гадсон
- Россано Брацці — Ренато де Россі
- Іза Міранда — синьйора Фьоріні
- Даррен Макгевін — Едді Єгер
- Мері Олдон — Філ Єгер
- Джейн Роуз — місіс Макайленні
- Макдональд Парк — містер Макайленні
- Гаетано Аутієро — Мауро
- Вірджинія Сімеон — Джованна
- Джеремі Спенсер — Віто де Россі
- Андре Морелл — англієць (у титрах не вказано)

## Фільмування

### Розробка
Артур Лоренц написав «Час зозулі» спеціально для Ширлі Бут, яка зіграла головну роль у бродвейській постановці 1952 року і отримала за неї премію «Тоні» за найкращу жіночу роль у п'єсі. Продюсер Гал Б. Волліс висловив зацікавленість у придбанні прав на екранізацію, але вважав, що Бут застара для цієї ролі, і бачив у головних ролях Кетрін Гепберн та Еціо Пінца. Зрештою Ілля Лоперт придбав права з наміром провести кастинг Бут на роль і найняти Анатоля Літвака режисером. Пізніше повідомлялося, що вона веде переговори з Деніелом Манном, а Лоренц адаптуватиме його п'єсу для екранізації. Сценарій Лоренца нібито був незадовільним, і новопризначений режисер Девід Лін намагався покращити його разом з асоційованим продюсером Норманом Спенсером та сценаристами Дональдом Огденом Стюартом і С. Н. Берманом, але безуспішно. Зрештою, він залучив до співпраці письменника Е. П. Бейтса.
У зв'язку з проектом було згадано багато імен до того, як нарешті почалися зйомки. У якийсь момент продюсер Лоперт розглядав на роль Ренато актора Вітторіо Де Сіка. Роберто Росселіні висловив зацікавленість у постановці фільму з Інгрід Бергман у ролі Джейн, і Олівія де Гевіленд нібито розглядала можливість знятися в проекті.

### Зйомки
Основні зйомки відбувалися у Венеції влітку 1954 року з бюджетом 1,1 мільйона доларів. Це був один з перших фільмів британського виробництва, повністю знятих на локальній місцевості. Інтер'єрні сцени в пансіонаті Фьоріні знімали в студії, а сцени, що відбуваються на веранді пансіонату, знімали вздовж Гранд-каналу Венеції на терасі, побудованій на порожній ділянці.
Італійські урядовці спочатку чинили опір проханню режисера Девіда Ліна дозволити його знімальній групі знімати на місці подій протягом літніх місяців, у розпал туристичного сезону, особливо коли місцеві гондольєри, побоюючись втратити заробіток, погрожували страйком, якщо він отримає дозвіл на зйомки. Проблема була вирішена, коли United Artists зробили щедру пожертву до фонду, створеного для фінансування реставрації базиліки Святого Марка. Від Ліна також вимагали пообіцяти кардиналу, що жодних коротких суконь чи оголених рук не можна буде побачити у святих місцях міста чи поблизу них.
В одній зі сцен героїня Джейн Гадсон падає в канал, коли робить крок назад, фотографуючи крамницю Ді Россі в Кампо Сан-Барнаба. Виконавиця головної ролі Кетрін Гепберн, стурбована станом свого здоров'я, не хотіла виконувати цей трюк сама, але Ліну здалося, що буде занадто помітно, якщо він замінить її дублером. Він наповнив воду дезінфікуючим засобом, який спричинив утворення піни, що посилило небажання Гепберн, а потім вимагав від неї відзняти сцену приблизно чотири рази, поки не був задоволений результатами. Щоб захистити шкіру, Гепберн намастили вазеліном. Пізніше тієї ж ночі очі Гепберн почали свербіти і сльозитися. Згодом у неї діагностували рідкісну форму кон'юнктивіту, який мучив її до кінця життя.
Побачивши готовий фільм, голова комітету з дотримання кодексу Гейза Джеффрі Шерлок повідомив керівництву United Artists, що фільм не буде схвалено через зображення подружньої зради. Особливе занепокоєння викликала сцена, в якій Джейн і Ренато завершують свої стосунки. 18 футів (5,5 м.) плівки були видалені, і тоді Джеффрі Шерлок дав своє схвалення. Національний католицький легіон добропорядності, однак, заперечував проти лінії діалогу, яка врешті була обрізана, і організація присвоїла фільму рейтинг B, позначивши фільм як «частково морально неприйнятний».

## Прем'єра

### Касові збори
Після прем'єри у венеційському театрі «Палаццо» 29 травня 1955 року, 21 червня 1955 року відбулася прем'єра «Літньої пори» в нью-йоркському театрі «Астор». До січня 1956 року фільм зібрав 2 мільйони доларів у країні. Це вважалося розчаруванням, але за кордоном фільм мав дуже хороші результати.
Фільм вийшов у Великій Британії в листопаді 1955 року під назвою «Літнє божевілля».

### Цензура
Фільм був заборонений в Індії у 1955 році. Лін підозрював, що індійська кіноцензура заперечувала проти фільму через зображення американської неодруженої жінки, яка закохується в одруженого італійця, незважаючи на те, що його герой розлучений з дружиною. У Німеччині фільм зазнав кількох скорочень, хоча Ліан ніколи не розголошував, що саме було вирізано з оригінальної версії.

### Відгуки критики
Бослі Кроутер з The New York Times зазначив:
Адаптуючи для екрану п'єсу Артура Лоренца «Час зозулі», пан Лін та Е.П. Бейтс відкинули більшість індивідуальних відтінків та психологічних тонкощів цього роману. Вони звели складні роздуми про перше кохання американки до венеціанського купця середнього віку до приємно елементарних термінів. А очевидним натхненням для емоційного вивільнення їхньої героїні стало не більше, ніж заклинання, яке місто наклало на її самотній душевний стан, в якому вона перебувала у відповідному стані. Поставлене таким чином завдання зробити Венецію рушійною силою вистави було вирішене паном Ліном як режисером з чудовим почуттям і майстерністю. Через об'єктив його кольорової камери дивовижне місто видовищ і настроїв стає багатим і хвилюючим організмом, який справедливо заволодіває екраном. А цікава гіпнотична принада цього лабіринтового місця біля моря блискуче передається глядачеві як імпульс для мінливих настроїв героя.
Рецензент Вараєті писав, що фільм «виглядає багатообіцяючою розвагою — з деякими застереженнями. Відчувається брак зв'язності та деяка різкість у переходах сюжету без надто чіткого розгортання подій. Менш яскраві характеристики також не є виразними. … Россано Браззі … здобуває перемогу чарівності та стриманості. Гепберн у гарячковому акторському виконанні гордої самотності». Полін Каель високо оцінила гру Гепберн у фільмі, вважаючи її «ймовірно, найбільшою акторкою епохи звуку».
У 21 столітті Лора Бушелл з Channel 4 оцінила фільм на чотири з п'яти зірок і прокоментувала: «Гепберн зробила кар'єру, граючи яскравих героїнь з вразливою стороною, і саме її зображення невпевненості та самотності Джейн надають фільму його сутності. … Поняття етикету побачень і курортного роману у „Літній порі“ дуже застаріли… але як історія про дорослішання вона залишається зворушливою. Як вітрина для Кетрін Хепберн, він чудовий».
Кінознавець Джин Філліпс описує «Літню пору» як фільм, який «коливається між фарсом старої школи» та «більш пізнавальним, інтимним зображенням стосунків у сучасному суспільстві».
Девід Денбі для написав, що «головна драма „Літньої пори“ — це зміна душевного стану Джейн. У сцені, що запам'ятовується, вона блукає містом і, здається, потрапляє на площу Сан-Марко, коли чує дзвін дзвонів. Почувши звук, вона кидається крізь натовп; камера, раптово прокинувшись після довгого сонного, приглушеного спекою споглядання, відступає перед нею, а потім слідує за нею через темну аркаду і виходить на світло серед тепер уже гучного дзвону. Це надзвичайно романтична риторика високого порядку. Мені здається, що Лін щиро ототожнює любов Джейн до краси і її страх перед нею, її прагнення до чуттєвості і її жах перед тим, що вона може бути поглинута нею. Її палкість і жорсткий опір здаються символічними для всієї кар'єри великого і цілеспрямованого режисера».

### Нагороди та номінації
| Нагорода                            | Категорія                                     | Номінант(и)                     | Результат | Посилання |
| ----------------------------------- | --------------------------------------------- | ------------------------------- | --------- | --------- |
| Нагороди Академії                   | Премія «Оскар» за найкращу режисерську роботу | Девід Лін                       | Номінація | [ 26 ]    |
| Нагороди Академії                   | Найкраща жіноча роль                          | Кетрін Хепберн                  | Номінація | [ 26 ]    |
| Британська кіноакадемія             | Премія БАФТА за найкращий фільм               | Премія БАФТА за найкращий фільм | Номінація | [ 27 ]    |
| Британська кіноакадемія             | Премія за найкращу жіночу роль                | Кетрін Хепберн                  | Номінація | [ 27 ]    |
| Нагороди Національної ради рецензій | Десятка найкращих фільмів                     | Десятка найкращих фільмів       | 5-е місце | [ 28 ]    |
| New York Film Critics Circle Awards | Кращий режисер                                | Девід Лін                       | Перемога  | [ 29 ]    |
| New York Film Critics Circle Awards | Найкраща жіноча роль                          | Кетрін Хепберн                  | Номінація | [ 29 ]    |

### Домашне відео
The Criterion Collection випустила Summertime на LaserDisc у 1991 році, а потім у 1998 році випустила DVD- видання. Зрештою 12 липня 2022 року Criterion випустила видання Blu-ray, яке містить реставрацію оригінальних елементів фільму у форматі 4K.

## Спадок
Пізніше Лін називав «Літню пору» своїм улюбленим фільмом, а під час зйомок настільки закохався у Венецію, що зробив її своєю другою домівкою. Коментуючи фільм, Лін сказав: «Я вклав у цей фільм більше себе, ніж у будь-який інший, який я коли-небудь знімав».
Безпосередньо перед смертю кінорежисер Гел Ешбі замислювався над тим, щоб перезняти фільм. Розанна Аркетт розповіла, що Ешбі хотів, щоб вона зіграла роль Гепберн.
Кіноархів Академії Американської академії кіномистецтва зберіг «Літню пору» у 2008 році.